# Cục Trẻ em (Việt Nam)
Cục Trẻ em (tiếng Anh: Department of Children's Affairs, viết tắt là DCA) là cơ quan trực thuộc Bộ Lao động – Thương binh và Xã hội, có trách nhiệm giúp Bộ trưởng thực hiện chức năng quản lý nhà nước về lĩnh vực trẻ em trong phạm vi trách nhiệm của Bộ.
Chức năng, nhiệm vụ, quyền hạn và cơ cấu tổ chức của Cục Trẻ em được quy định tại Quyết định số 236/QĐ-LĐTBXH ngày 7/3/2023 của Bộ trưởng Bộ Lao động – Thương binh và Xã hội.

## Nhiệm vụ và quyền hạn
Theo Điều 2, Quyết định số 1126/QĐ-LĐTBXH ngày 13/7/2017 của Bộ trưởng Bộ Lao động – Thương binh và Xã hội, Cục Trẻ em có các nhiệm vụ, quyền hạn chính:
- Nghiên cứu, xây dựng trình Bộ theo phân công các dự án luật, pháp lệnh, văn bản quy phạm pháp luật; chiến lược, kế hoạch phát triển dài hạn, trung hạn và hàng năm; chương trình mục tiêu quốc gia, chương trình quốc gia, chương trình hành động quốc gia, dự án, đề án... về trẻ em.
- Chỉ đạo tổ chức thực hiện nhiệm vụ tổng đài điện thoại quốc gia bảo vệ trẻ em.
- Chủ trì, phối hợp với các cơ quan liên quan tổ chức thực hiện Chương trình hành động quốc gia vì trẻ em, Chương trình bảo vệ trẻ em, Diễn đàn trẻ em, Tháng hành động vì trẻ em và các chương trình, dự án, kế hoạch về thực hiện quyền trẻ em.
- Là đầu mối phối hợp các cơ quan liên quan hướng dẫn việc quản lý và sử dụng quỹ bảo trợ trẻ em.
- Chủ trì, phối hợp với các đơn vị thuộc Bộ, ngành, các đoàn thể chính trị - xã hội và các tổ chức khác trong việc đánh giá thực hiện các công ước, điều ước quốc tế về trẻ em mà Việt Nam tham gia, phê chuẩn.
- Thực hiện các nhiệm vụ khác do Bộ trưởng giao.

## Lãnh đạo Cục
- Cục trưởng: Đặng Hoa Nam[2]
- Phó Cục trưởng:

1. Nguyễn Thị Nga[3]
2. Võ Vĩnh Nam

## Cơ cấu tổ chức
(Theo Khoản 2, Điều 3, Quyết định số 236/QĐ-LĐTBXH ngày 7/3/2023 của Bộ trưởng Bộ Lao động – Thương binh và Xã hội)

### Các phòng thực hiện chức năng quản lý nhà nước
- Văn phòng Cục
- Phòng Bảo vệ trẻ em
- Phòng Chăm sóc trẻ em
- Phòng Phát triển và tham gia của trẻ em

### Đơn vị sự nghiệp
- Trung tâm Tư vấn và Dịch vụ truyền thông